# Arseniq 33
Arseniq 33 est un groupe de punk rock canadien, originaire de la Montérégie, au Québec. Formé en 1992, le groupe fusionne ska, polka, metal, et d'autres sonorités éclectiques.

## Biographie
À leurs débuts, le groupe s'appelle Arsenic 33. Pour cause de confusion et/ou de droit d'auteur par rapport à un groupe de rap français du même nom, les 33 changent le C pour un Q. Leur premier album studio, est publié en 1995 sous le titre Allégorie du pain de viande
À la sortie de l'album Courtepointes (2005), le groupe se surnomme lui-même U.D.O., acronyme signifiant « Ultime Destructe Orchestre ». Pour célébrer ses 15 ans, le groupe sort une première compilation, intitulée Dansez, bande de caves ! en 2007.
Le 12 mai 2017, le groupe revient en concert pour fêter sa 25e année d'existence. La même année en décembre, ils publient un nouvel album, intitulé Arseniq 33 a gâché ma vie.

## Style musical et image
Le groupe a toujours fait de son mieux pour rester intègre et progressif. Leurs chansons étant autant anarchistes et engagées qu'amusantes et dansantes, les 33 ont toujours su garder l'attention des fans sans les décevoir.
Sur scène les membres du groupe portent des tenues de bobsleigh jaunes ou combinaisons de plongée. À l'arrivée de l'album Y'a des limites à faire dur!, en 1999, les membres du groupe se font confectionner, par une amie couturière, des habits en lycra gris (en une pièce) qui sont restés leur marque anti-commerciale depuis ce jour. Les costumes ont pris des couleurs au fil du temps, passant du jaune, au bleu, au rouge, au noir avec des flammes et même en courte-pointe de couleur plutôt spéciale.

## Membres

### Membres actuels
- Yannick Pilon - voix, guitare électrique, guitare acoustique
- Alexandre Fecteau - saxophone alto, voix
- Ériq Poissant - basse, contrebasse, guitare acoustique, voix
- Michel Couture - batterie, percussions

### Anciens membres
- Mathieu Houle - batterie
- Francis Arnoldo - guitare
- Jean-François Payant - saxophone alto, voix
- Vincent Montreuil - saxophone baryton, voix
- Pierre Pitre - batterie, voix

## Discographie
- 1995 : Allégorie du pain de viande
- 1996 : L'ignorance c'est le bonheur
- 1998 : Kronikaninne
- 1999 : Y'a des limites à faire dur
- 2001 : Vous êtes pas heureux
- 2002 : Tranquillement les tranquillisants
- 2004 : C'é bin l'pire kon éfè
- 2005 : Courtepointes
- 2008 : Dansez, bande de caves! (compilation)
- 2017 : Arseniq 33 a gâché ma vie